# Mike Marsh (voetballer)
Michael Andrew "Mike" Marsh (Liverpool, 21 juli 1969) is een Engels voormalig voetballer. Hij speelde in het verleden bij Liverpool en West Ham United als middenvelder.

## Clubcarrière

### Liverpool
Mike Marsh, een Liverpudlian, was geen jeugdproduct van Liverpool. De Engelse topclub haalde hem bij de jeugd van de Engelse amateurclub Kirkby Town. Phil Thompson, jeugdtrainer en oud-speler van Liverpool, adviseerde de toenmalige manager Kenny Dalglish om de nog piepjonge middenvelder aan te trekken. In 1987 werd Marsh door Liverpool beloond met een eerste profcontract. De komende vijf seizoenen zou Marsh onder contract blijven staan op Anfield. Zijn geliefkoosde positie was centrale middenvelder, maar hij kon indien benodigd ook als middenvelder op de flank nuttig zijn.
Marsh maakte zijn competitiedebuut voor de Reds op 1 maart 1989, in een thuiswedstrijd tegen Charlton Athletic die met 2–0 werd gewonnen door Liverpool. Na 58 minuten loste Marsh de Deen Jan Mølby af. De aanvallers Peter Beardsley en John Aldridge kwamen op het scorebord. Arsenal werd landskampioen, Liverpool werd tweede. Het volgende seizoen behoorde Marsh tot de selectie die voor het laatst in dertig jaar tijd kampioen werd. In het seizoen 1991/92 was Marsh al heel even een basisspeler onder de nieuwe manager Graeme Souness, net als Kenny Dalglish een clublegende van Liverpool. Marsh won de FA Cup 1991/92 met Liverpool. De finale tegen Sunderland eindigde 2–0 in het voordeel van de Reds. De middenvelder bleef wel de hele finale aan de bank gekluisterd en was getuige van doelpunten van Michael Thomas en Ian Rush.
Marsh verwierf een basisplaats bij Liverpool gedurende het seizoen 1991/92, waarin Leeds United de laatste jaargang won van de Football League First Division als hoogste divisie. In augustus 1992 ging de nagelnieuwe Premier League namelijk van start. Marsh kwam daarin terug in het elftal en bleef een vaste waarde gedurende het seizoen 1992/93, het eerste uit de Premier League-geschiedenis. Het volgende seizoen begon voortreffelijk voor Marsh. Tegen Swindon Town krulde Marsh het leer in de winkelhaak. Liverpool won uiteindelijk met 5–0. Marsh leek de trein op de rails te hebben op Anfield. Mike Marsh speelde meestal als centrale middenvelder bij de Reds en beleefde enigszins plezier aan deze functie. Marsh maakte plots de nogal bevreemdende keuze om Liverpool te verlaten.
Marsh en linksachter David Burrows werden aan promovendus West Ham United geschonken. Souness maakte Burrows zelf duidelijk dat hij op Anfield geen toekomst meer had door hem simpelweg niet meer op te stellen. De concurrentie op de vleugel was niet van de poes: Steve Harkness, de Noor Stig Inge Bjørnebye en de van West Ham overgekomen Julian Dicks zouden op links en centraal allemaal voor een plaats vechten. Rob Jones legde Steve Nicol, inmiddels een veteraan, het vuur aan de schenen op rechts. Dat zou Nicol overigens ook hebben geweten want de Liverpool-coryfee verliet Anfield om die reden in 1994, niet zo lang na Marsh.

Ik kwam eigenlijk op een moeilijk moment bij Liverpool terecht, als jongeling toen geroutineerde middenvelders als een Steve McMahon, Ronnie Whelan of Jan Mølby onaantastbaar waren. Indien ik op een regelmatige basis zou hebben gespeeld, zou het anders zijn gegaan. Ik speelde uiteindelijk samen met spelers als Paul Stewart. Ik vroeg eigenlijk om Liverpool te verlaten, maar ik vond mezelf op dat moment beter presteren dan degene die daadwerkelijk speelde. Nogmaals, ik wil absoluut niet als een zuurpruim klinken over een [gerespecteerd] iemand als Paul Stewart, maar ik veronderstel dat wanneer de manager [Graeme Souness] meer dan £ 2 miljoen betaalt voor een speler [Stewart, aan Tottenham], hij die speler altijd zal opstellen.
— Mike Marsh over zijn einde bij Liverpool aan de krant Liverpool Echo in 2003

### West Ham United
Op 17 september 1993 tekende Marsh dus een contract bij West Ham United, net als Liverpool-ploeggenoot David Burrows. Een ruildeal met West Ham United-sterkhouder Julian Dicks. Marsh debuteerde voor de Hammers tegen Blackburn Rovers op 18 september 1993. Alles begon hoopgevend met een 0–2 uitoverwinning op Ewood Park met de doelpunten van het spitsenduo Lee Chapman–Trevor Morley. Maar Marsh en Burrows bleven finaal niet zo heel lang op de Boleyn Ground. Mike Marsh en David Burrows, qua carrièreverloop opvallend genoeg een onafscheidelijk duo, waren na het seizoen 1993/94 en de eerste seizoenshelft van 1994/95 alweer vertrokken bij de Hammers. Manager Billy Bonds gaf beide nochtans veel speelkansen. Marsh was titularis aan de zijde van de spelverdeler Ian Bishop, Burrows was dat achterin. West Ham United wist dat jaar gemakkelijk stand te houden in de Premier League.

### Coventry City
In de winter van het seizoen 1994/95 verkasten Marsh en Burrows allebei naar de Premier League-staartploeg Coventry City. Burrows had net een ontgoochelende periode van zes maanden achter de rug bij Everton, de stadsrivaal van hun voormalige club Liverpool. Marsh en Burrows werden ook bij Coventry City sterkhouders in de achterhoede. De toenmalige manager van Coventry City, Ron Atkinson, stelde Marsh in vijftien competitiewedstrijden op. Desondanks zou Marsh na zes maanden Highfield Road verlaten. Burrows bleef nog vijf jaar bij de club actief, waardoor de gelijklopende wegen van beide spelers na zes jaar definitief scheidden.

### Galatasaray
Alsof het een plotse vlaag van ironie betrof was het de Schotse coach Graeme Souness die Marsh er opnieuw bij wilde hebben bij de Turkse topclub Galatasaray SK, toen Souness bezig was aan een rondreis als coach buiten het Verenigd Koninkrijk. Marsh trapte opnieuw in 'de val van Souness'; hij kwam opnieuw nauwelijks aan de bak. In Turkije speelde Marsh welgeteld drie competitiewedstrijden over zes maanden.

### Southend United
Liverpool-icoon Ronnie Whelan redde Marsh in september 1995 van een voortijdige ondergang als profspeler. De voormalige middenvelder uit Ierland was de manager van Southend United, destijds een Engelse tweedeklasser. Whelan had er zijn carrière afgesloten na vijftien jaar met Liverpool. Tussen 1995 en 1998 kwam de middenvelder 84 keer in actie voor Southend. Men bombardeerde Marsh tevens tot aanvoerder van het elftal. Toch werd zijn avontuur bij Southend zijn laatste succesperiode als profspeler.

### Latere carrière
"Marshy" kwam tijdens de laatste fase van zijn spelerscarrière niet chronologisch uit voor de "mindere goden" Barrow, Kidderminster Harriers, Southport, Boston United en Accrington Stanley. Bij die laatste club stopte hij in 2003 definitief met voetballen.

## Erelijst
| Competitie                |           |            |
| Competitie                | Aantal    | Jaren      |
| Liverpool                 | Liverpool | Liverpool  |
| ------------------------- | --------- | ---------- |
| Engels landskampioenschap | 1×        | 1989/90    |
| FA Charity Shield         | 2×        | 1989, 1990 |
| FA Cup                    | 1×        | 1991/92    |